# Julia Stoschek

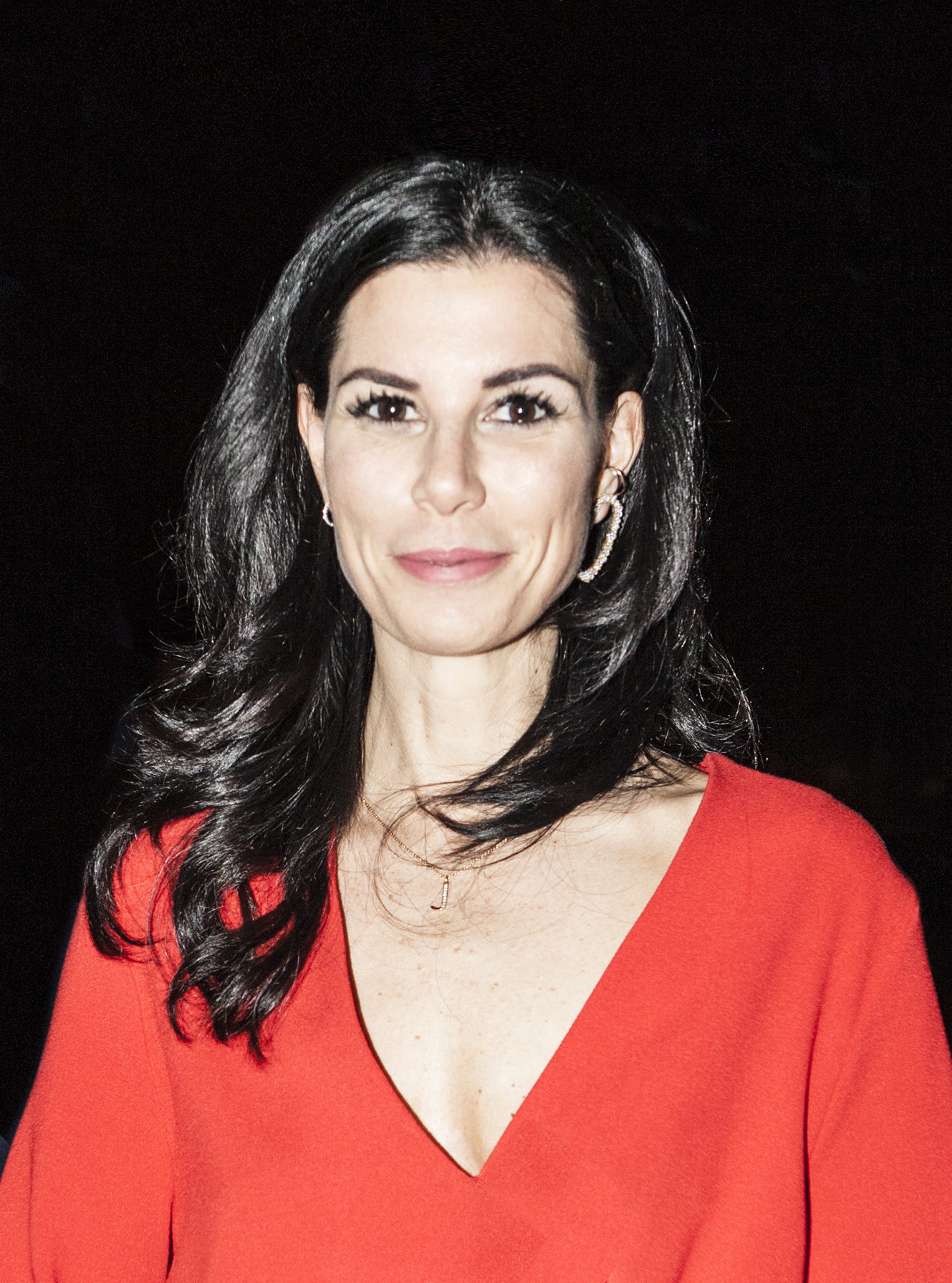
Julia Stoschek, 2018

Julia Stoschek (* 10. Juni 1975 in Coburg) ist eine deutsche Unternehmerin, Gesellschafterin der Brose Fahrzeugteile und Sammlerin von Medienkunst. Ihr Privatvermögen wird auf über eine Milliarde Euro geschätzt.

## Leben

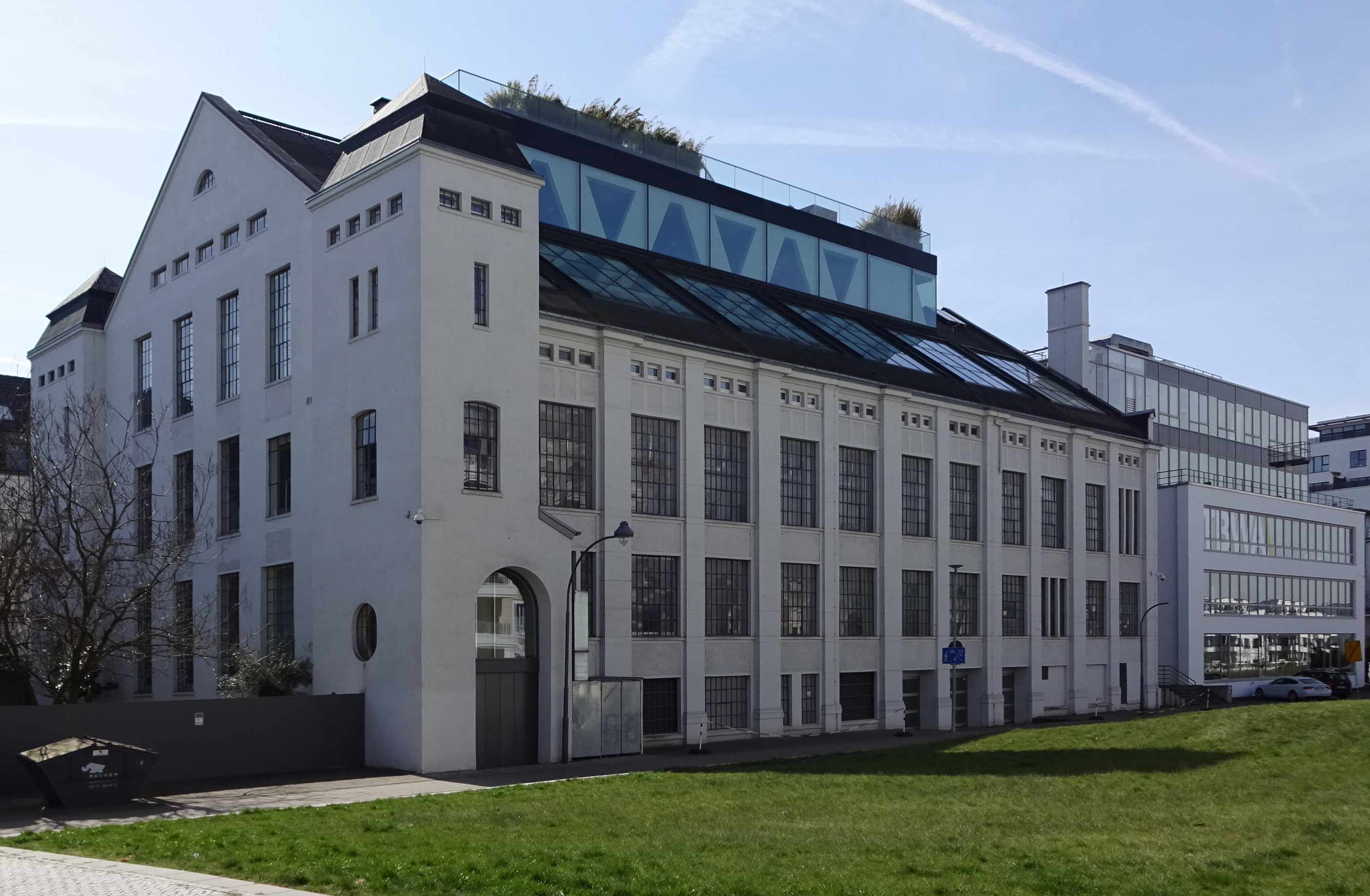
Schanzenstraße 54, am Greifweg, Düsseldorf-Oberkassel (2018)

Stoschek wurde in eine Industriellenfamilie hineingeboren, ihr Vater ist Michael Stoschek. Ihr Urgroßvater Max Brose legte als Unternehmensgründer der Brose Fahrzeugteile GmbH & Co. KG die Grundlage für das Vermögen der heutigen Familie Stoschek.  Julia Stoschek ist seit 1993 Gesellschafterin im Familienunternehmen.
Nach dem Abitur am Casimirianum in Coburg studierte sie Betriebswirtschaftslehre mit Schwerpunkt Automobilwirtschaft an der Universität Bamberg und beendete das Studium als Diplom-Kauffrau. Nach dem Studium engagierte sie sich im Kulturmanagement.
Stoschek baute die „Julia Stoschek Collection“, eine internationale private Sammlung zeitgenössischer Kunst mit dem Fokus auf zeitbasierten Medien auf. In der 2007 eröffneten Privatsammlung befinden sich über 700 Werke von rund 200 vorwiegend europäischen und US-amerikanischen Künstlern. Olafur Eliasson entwickelte zur Eröffnung des Hauses für eine der Innenwände des 2. Ausstellungsgeschosses die permanente, ortsspezifische Installation When Love Is Not Enough Wall.
Die verschiedenen inhaltlichen Aspekte der Sammlung der „Julia Stoschek Collection“ werden in regelmäßig wechselnden Ausstellungen und deren Publikationen gezeigt und dokumentiert. Die stetig wachsende Sammlung konzentriert sich in ihrer Konzeption vor allem auf das bewegte Bild seit den 1960er Jahren bis heute und umfasst eine Reihe von Disziplinen: Video, Einzel- und Mehrfachprojektionen von analogem und digitalem Filmmaterial, Multimedia-Environments sowie computer- und netzbasierte Installationen, aber auch ephemere Kunstformen, wie Performances.
Zur öffentlichen Präsentation stehen der Sammlung in Düsseldorf zwei Ausstellungsgeschosse mit über 3000 m² zur Verfügung. Wesentliche Schwerpunkte der Sammlungstätigkeit sind die wissenschaftliche Ausarbeitung der Inhalte, das Aufzeigen kunsthistorischer Referenzen innerhalb der Sammlung und das Offenlegen von Bezügen zwischen den einzelnen Werken. Erweiterung und Ergänzung des Sammlungsbestandes, restauratorische und konservatorische Betreuung sind darüber hinaus zentrale Punkte der Sammlungstätigkeit. Die Ausrichtung des Programms schließt nicht nur die Präsentation des eigenen Bestands, sondern auch kooperative Projekte mit anderen internationalen Institutionen, Kuratoren oder Künstlern mit ein.

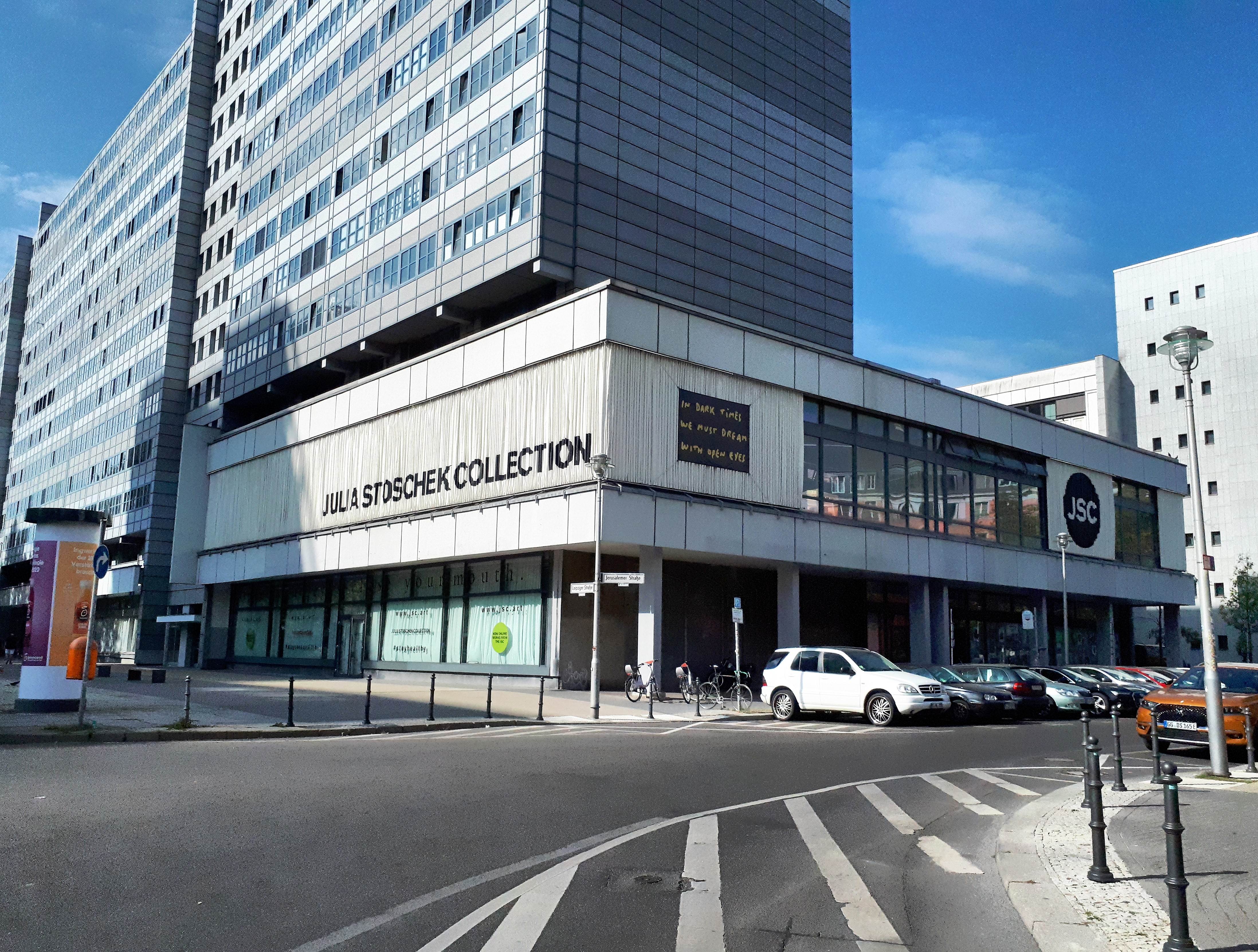
Julia Stoschek Collection in der Leipziger Straße in Berlin (2020)

In Ergänzung zum Düsseldorfer Standort wurde am 2. Juni 2016 eine temporäre Präsenz in Berlin für das Publikum geöffnet. Die Ausstellungsfläche umfasst 2500 m² und befindet sich in Berlin-Mitte an der Leipziger Straße 60, im Gebäudekomplex des früheren DDR-Kultur- und Informationszentrums der Tschechoslowakei.
Einige Jahre war der Fotokünstler Andreas Gursky ihr Lebenspartner. Stoschek hat mit Mathias Döpfner einen Sohn (* 2016).

## Ausstellungen (Auswahl)
- Stipendium Projekt Just (2003–2006), Künstlerförderprojekt
- Number One: Destroy, she said (18. Juni 2007 bis 2. August 2008)
- Number Two: Fragile (18. Oktober 2008 bis 1. August 2009)
- Out of Space 1: Cao Fei – Whose Utopia (25. April – 27. Juni 2009), Gloriahalle, Düsseldorf
- Number Three: Here and Now (10. Oktober 2009 bis 31. Juli 2010)
- Julia Stoschek Collection I want to see how you see (16. April – 25. Juli 2010), Deichtorhallen Hamburg
- Number Four: Derek Jarman – Super8 (11. September 2010 bis 26. Februar 2011)
- Number Five: Cities of Gold and Mirrors (2. Juli 2011 – Sommer 2012)[14]
- Number Six: Flaming Creatures (8. September 2012 bis 28. Februar 2013)
- Number Seven: Ed Atkins/Frances Stark (7. September 2013 bis 22. Februar 2014)
- Number Eight: Sturtevant (4. April – 10. August 2014)
- Number Nine: Elizabeth Price (5. September 2014 – Februar 2015)
- Number Ten: Trisha Donnelly (7. Februar – 29. August 2015).
- Number Eleven: Cyprien Gaillard (26. September 2015 bis 31. Juli 2016).
- Number Twelve: Hello Boys (13. Februar – 31. Juli 2016).
- Welt am Draht, Sammlung Julia Stoschek Berlin, 2017.[15]
- Generation Loss. 10 Years of the Julia Stoschek Collection (2017–2018).
- Ian Cheng-Emissaries, Julia Stoschek Collection, Berlin (27. April–1. Juli 2018)
- New Metallurgists (7. Oktober 2018 bis 28. April 2019)[16]
- Mythologists, kuratiert von Rachel Vera Steinberg (17. Januar 2021 bis 19. Dezember 2021).
- Worldbuilding: Videospiele und Kunst im digitalen Zeitalter (5. Juni 2022 bis 10. Dezember 2023), kuratiert von Hans Ulrich Obrist.
- Lynn Hershman Leeson: Are our eyes targets? (11. April 2024 bis 2. Februar 2025).
- Digital Diaries (11. April 2024 bis 2. Februar 2025).

## Engagement
Julia Stoschek engagiert sich neben ihrer Sammlertätigkeit auch in mehreren kuratorischen Gremien. Seit 2004 ist sie Mitglied im Kuratorium der Kunst-Werke Berlin (KW Institute for Contemporary Art), Berlin. Seit Mai 2015 ist sie Vorstandsmitglied, seit 2017 Stellvertretende Vorsitzende. Darüber hinaus ist sie Mitglied im Vorstand des Kunstvereins für die Rheinlande und Westfalen, Düsseldorf, seit 2011 ist sie Mitglied der Ankaufskommission der Kunstsammlung Nordrhein-Westfalen, seit 2012 gehört sie dem Aufsichtsrat der Kunsthalle Düsseldorf, dem Tate Council und dem Committee of Performance am Whitney Museum of American Art in New York an. Von 2012 bis 2018 war sie Mitglied des board of directors des MoMA PS1, New York. Seit November 2018 ist sie Mitglied des Board of Trustees des MOCA-Museum of Contemporary Art in Los Angeles. Der Schwerpunkt ihrer aus über 600 Werken bestehenden Sammlung liegt im Bereich der zeitbasierten Medien (time based media), insbesondere Videokunst, Fotografie sowie auch Installationen.

## Kontroversen
Im Mai 2020 berichtete „Welt am Sonntag“, dass die Videokunstsammlung aufgrund eines auslaufenden Mietvertrags und mangelnder Alternativen ab 2022 aus Berlin abgezogen werde. Stoschek hatte sich beschwert, dass die BIMA die Miete für ihre Geschäftsräume ab 2020 von 1,66 auf 2,78 Euro pro Quadratmeter erhöhte, wie Jan Böhmermann in seiner Satire-Show ZDF Magazin Royale vom 6. November 2020 berichtete.
1. ↑  Die Miete könnte ab 2021 um weitere 0,73 Euro steigen.

## Kooperationen mit internationalen Institutionen
- Rhine on the Dnipro: Julia Stoschek Collection/Andreas Gursky, PinchukArtCentre, Kiew, Ukraine (28. September – 14. Dezember 2008)
- Video Koop, KIT – Kunst im Tunnel, Düsseldorf (3. Mai – 27. Juli 2008)
- 100 Years (Version #1, Duesseldorf), Julia Stoschek Collection, Düsseldorf. 10. Oktober 2009 bis 29. Juli 2010) Kooperation mit P.S.1/MoMA, NY und der Performance Biennale PERFORMA, NY
- I want to see how you see – Julia Stoschek Collection, Deichtorhallen, Hamburg (16. April – 25. Juli 2010)
- Entropy of a City, Julia Stoschek Collection@Műcsarnok/Kunsthalle, Budapest (23. November 2013 bis 23. Februar 2014)
- High Performance. Zeitbasierte Medienkunst seit 1996. Die Julia Stoschek Collection zu Gast im ZKM, Karlsruhe (16. März – 22. Juni 2014)
- Turn on – zeitbasierte Medienkunst aus der Julia Stoschek Collection im Tel Aviv Museum of Art, Israel (31. März – 29. August 2015)
- The new Human – You and I in global Wonderland (14. März – 18. Oktober 2015, Moderna Museet, Malmö, Schweden
- The new Human-Knock, Knock is anyone at home? (26. Februar – 18. September 2016), Moderna Museet, Malmö, Schweden[24]
- The new Human (20. Mai – 4. Dezember 2016), Moderna Museet, Stockholm, Schweden
- Arthur Jafa: A Series of Utterly Improbable, Yet Extraordinary Renditions – mit Beiträgen von Ming Smith, Frida Orupabo und Missylanyus; kuratiert von Hans-Ulrich Obrist und Amira Gad. In Kooperation mit den Serpentine Galleries, London. Julia Stoschek Collection, Berlin (11. Februar – 25. November 2018).[25]

## Auszeichnungen

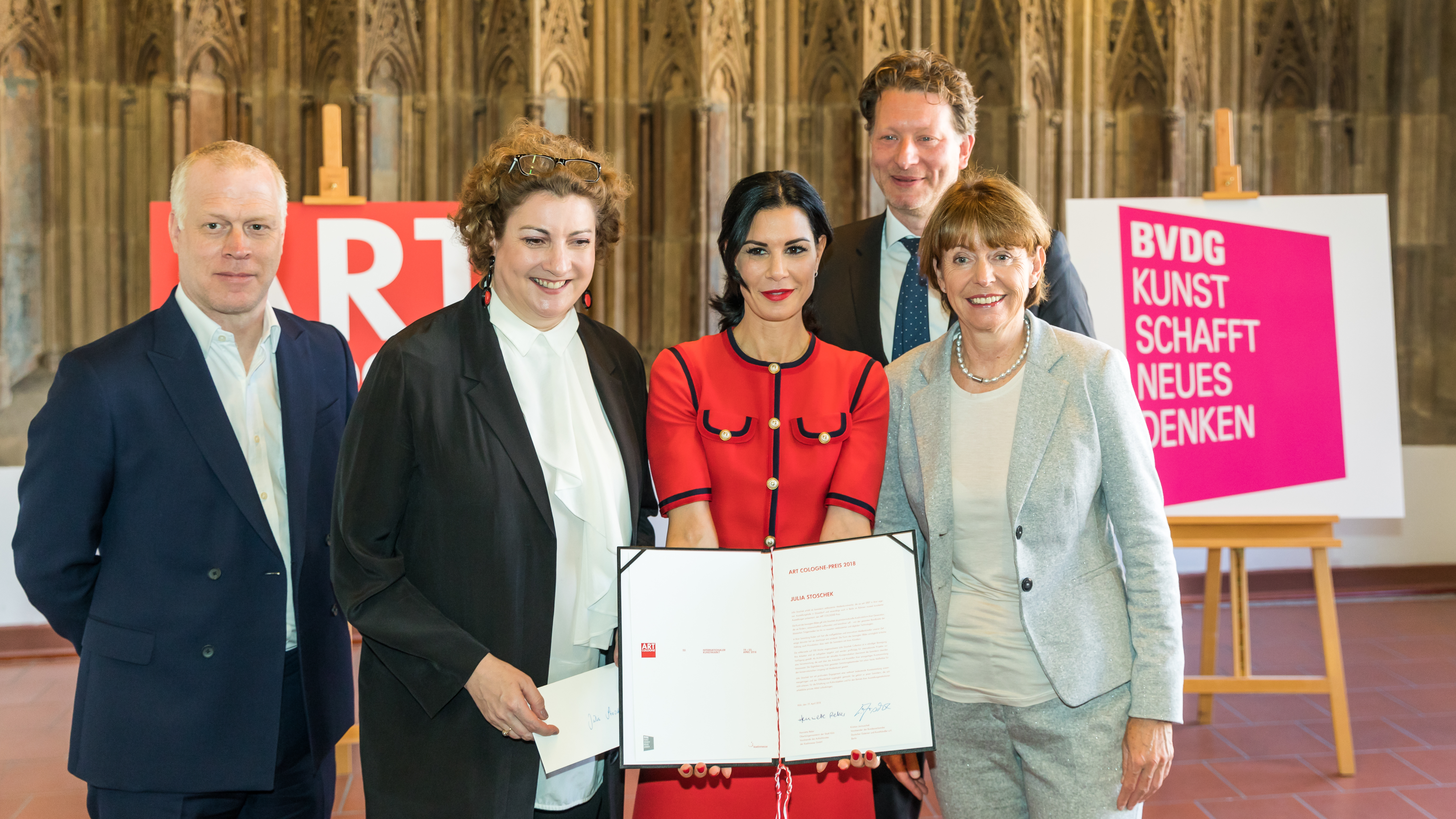
Julia Stoschek bei der Entgegennahme des Art Cologne-Preises 2018

- Nadel der Medici, Düsseldorf, 2010[26]
- Verdienstorden des Landes Nordrhein-Westfalen 2011[18]
- Art-Cologne-Preis 2018

### Interviews
- Elisabeth Dostert: „Auseinandersetzung als innere Notwendigkeit“. In: Süddeutsche Zeitung. 19. April 2007 (Interview).
- Falk Schreiber: Kunstsammlerin Julia Stoschek: Das klassische MTV-Kid. (Memento vom 5. April 2018 im Internet Archive) Interview in uMag, 26. März 2018
- Gesine Borcherdt, Niclas Weber, Sean Bardem: Interview Julia Stoschek – Hauptweg und Nebenwege. In: artnet. 26. Juli 2011, archiviert vom Original am 26. Dezember 2011.
- Annette Kiehl: Düsseldorf: Julia Stoschek Collection zeigt Videokunst. In: Westfälischer Anzeiger. 25. Juli 2011.
- Ute Thon, Tim Sommer: Ist Kunst von Männern überbezahlt? Interview mit Julia Stoschek. In: art-magazin. 14. März 2014, archiviert vom Original am 14. Juni 2015.
- Julia Stoschek – die etwas andere Kunstsammlerin. Focus Online, 19. März 2014 (dpa).
- Moritz Müller-Wirth: „Das ist absolute Echtzeit“. In: Die Zeit, Nr. 12/2015.
- Ana Teixeira Pinto: Interview Julia Stoschek. In: Carnet de Miart. 3. Dezember 2014, archiviert vom Original am 14. Juni 2015 (englisch).
- Christoph Amend, Jochen Wegner: Julia Stoschek, warum ist Kunst eine Religion? In: Alles gesagt? Interviewpodcast von Zeit Online. 25. April 2019.